# Reinaldo II Mazoir
Reinaldo II Mazoir (fallecido en 1185) fue el señor de Margat y condestable del principado de Antioquía.
Era el hijo y sucesor de Reinaldo I Mazoir. En 1116, su padre recibió el castillo de Margat como feudo por el príncipe de Antioquía. Durante la rebelión de Ponce de Trípoli y otros nobles en 1131 contra el nuevo regente de Antioquía, Fulco de Anjou, su padre se puso del lado del segundo. En el tratado de paz de 1131, Reinaldo II se casó con la hija de Ponce, Inés de Trípoli (nacida después de 1112).
En 1133 su padre perdió el castillo de Margat ante los musulmanes. Reinaldo probablemente murió al año siguiente y su hijo heredó el cargo de condestable del principado de Antioquía. En cualquier caso, en 1140, cuando Margat fue reconquistada por los cristianos, Reinaldo II tomó posesión de ella.
Aunque Reinaldo II tenía grandes propiedades y varios subvasallos, el costo de mantener su castillo y su guarnición excedía sus recursos financieros. Tuvo que vender su feudo parte por parte a los Caballeros Hospitalarios y los Caballeros Templarios. Después de su muerte en 1185, su hijo Beltrán finalmente vendió el castillo el 1 de febrero de 1186, por una pensión anual de 2.000 sólidos bizantinos, a los Caballeros Hospitalarios.
Tuvo cuatro hijos con su esposa Inés de Trípoli:
- Tomás (fallecido antes de 1165)
- Amalarico (fallecido antes de 1178)
- Mansur (fallecido antes de 1178)
- Beltrán (fallecido después de 1217)